# Bye Bye
«Bye Bye» (en español: Adiós adiós) es una canción escrita por la cantante estadounidense Mariah Carey y por Johnta Austin, y segundo sencillo del álbum E=MC². El sencillo está producido por Mariah Carey y el dúo noruego Stargate.

## Lanzamiento
La canción se estrenó en las emisoras de radio de Estados Unidos el 7 de abril de 2008. El día 14 de abril de 2008, iTunes la publicó para su descarga digital.
La canción debutó en el número 23 en el Billboard Hot 100.
A pesar de que la fecha oficial del lanzamiento en el Reino Unido es hasta el 16 de junio del 2008, "Bye Bye" debutó en la lista un mes antes en el número 88 debido a las masivas descargas digitales.

## Críticas
La cadena MTV afirmó que, aunque parece que la canción trata sobre la muerte de su padre, Mariah Carey "amplía esta canción sobre la muerte a todos aquellos que han perdido a alguien".
La cadena estadounidense VH1 opinó sobre la canción, "Está bien que Mariah quiera utilizarlo como confesión, pero una canción con el ritmo de "We Belong Together" y una letra hecha a medida para gustar a todos y a un nivel tan básico, parece una combinación demasiado fácil para alguien tan consolidado como Mimi" y "Se trata de una especie de seguro: en caso de que no se produjera ningún éxito, éste seguro que lo sería. Pero el álbum es demasiado bueno para ello". Por el contrario, Rap-Up.com afirmó que "Bye Bye" es "una canción con la que todos se pueden identificar [y] que emocionará a más de uno"; también indicó que el sencillo "podría llegar a ser el decimonoveno single número uno de Mariah". De forma parecida, Bill Lamb, de About.com, afirmó que, aunque "nunca se puede apostar qué canción va a llegar al número uno, ["Bye Bye"] se acerca mucho"; también expresó que la canción cuenta con un "atractivo universal".

## Remix
Un remix oficial fue hecho con el rapero Jay-Z.
Un segundo remix fue hecho con la colaboración de los artistas Akon y el rapero Lil Wayne.

## Posicionamiento
| Listas (2008)                         | Posiciones |
| ------------------------------------- | ---------- |
| Canadá                                | 34         |
| Malasia hitz 20                       | 18         |
| Filipinas Hot 100                     | 8          |
| Portugal Singles Top 50               | 45         |
| Rumania                               | 90         |
| EE.UU Billboard Hot 100               | 19         |
| EE.UU Billboard Hot R&B/Hip-Hop Songs | 36         |
| EE.UU Billboard Pop 100               | 26         |
| Reino Unido UK Singles Chart          | 30         |